# Spasskij rajon (Tatarstan)
Lo Spasskij rajon (in russo Спасский район?, in lingua tatara Spask rayonı, Спаск районы) è un municipal'nyj rajon della Repubblica Autonoma del Tatarstan, in Russia. Istituito il 10 agosto 1930, occupa una superficie di 2 028 chilometri quadrati, ha come capoluogo Bolgar e ospitava nel 2021 una popolazione di 18 405 abitanti.